# Hàm sóng
Phân biệt với phương trình sóng
Trong chuyển động sóng nói chung, các hàm sóng là các hàm số của thời gian và không gian thể hiện các đặc trưng của sóng, như li độ, biến đổi trong không thời gian, thỏa mãn các phương trình sóng hoặc các phương trình vi phân riêng phần và các ràng buộc khác (như điều kiện ban đầu, điều kiện biên).
Trong điện từ học, các hàm sóng, là nghiệm của một số hệ quả của các phương trình Maxwell, chính là các hàm số thể hiện sự phụ thuộc của điện trường và từ trường vào vị trí và thời gian, mô tả sự lan truyền của sóng điện từ. Bình phương giá trị tuyệt đối của các hàm sóng này tại một vị trí và tại một thời điểm tỷ lệ với xác suất tìm thấy hạt photon tại vị trí và thời điểm đó.

Tuy nhiên khái niệm hàm sóng được sử dụng chủ yếu trong cơ học lượng tử. Trong cơ học lượng tử, hàm sóng, nghiệm của phương trình Schrodinger, mô tả trạng thái của sóng vật chất của một hệ vật lý bất kì. Đó là một hàm số phụ thuộc vào không gian và thời gian, biểu diễn các trạng thái khả dĩ của hệ bằng các số phức. Các định luật của cơ học lượng tử (phương trình Schrodinger) mô tả hàm sóng tiến triển như thế nào theo thời gian. Bình phương giá trị tuyệt đối của các hàm sóng này xác định phân bố xác suất mà hệ sẽ tồn tại trong một trạng thái. Hàm sóng chứa tất cả các thông tin mà ta có thể biết được về trạng thái của hệ như vị trí, vận tốc, xung lượng, mô men xung lượng, năng lượng,... của hạt và mật độ xác suất hoặc xác suất để đo được các kết quả cho một đại lượng vật lý hay biến động lực nào đó của hạt. Để thu được các thông tin về hệ người ta dùng các toán tử tác dụng lên hàm sóng. 

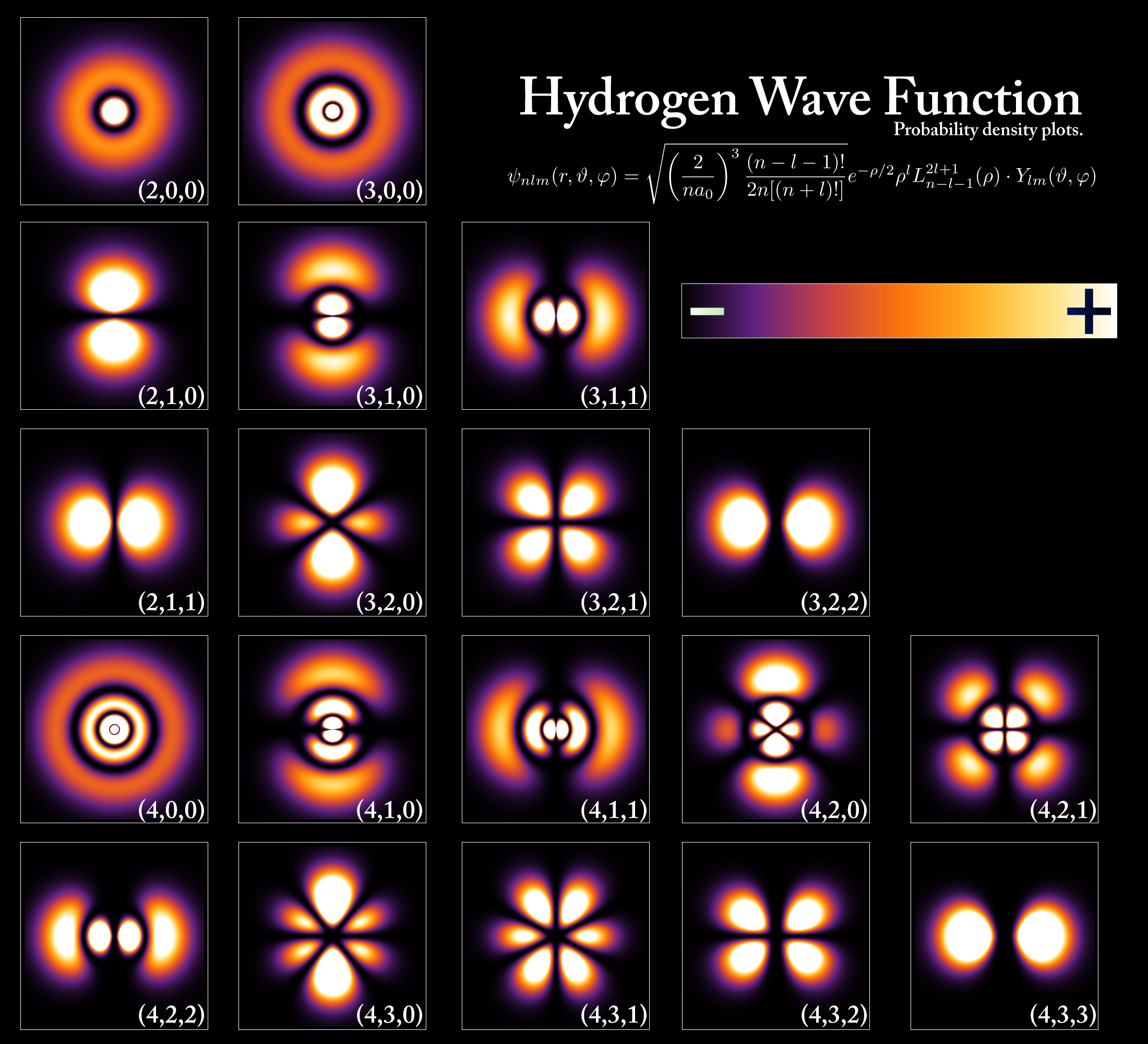
Mật độ xác suất điện tử của một số hàm sóng orbital nguyên tử đầu tiên của nguyên tử hydro được biểu diễn dưới dạng các lát cắt.

## Cơ học Newton
Quan sát dao động của lò xo cho thấy mọi dao động đều có thể biểu diễn bằng một phương trình sóng dao động ở trạng thái cân bằng có nghiệm là một hàm số sóng như sau
Phương trình sóng dao động
{\displaystyle {\frac {d^{2}}{dt^{2}}}f(t)+\omega f(t)=0}
Hay
{\displaystyle {\frac {d^{2}}{dt^{2}}}f(t)=-\omega f(t)}
Hàm số sóng dao động
{\displaystyle f(t)=ASin\omega t}

## Cơ học điện
Quan sát dao động của mạch điện LC nối tiếp cho thấy mọi Dao động đều có thể biểu diễn bằng một Phương trình Sóng Dao Động ở trạng thái cân bằng có nghiệm là một Hàm số Sóng như sau
Phương trình sóng dao động
{\displaystyle {\frac {d^{2}}{dt^{2}}}f(t)+{\frac {1}{T}}f(t)=0}
Hay
{\displaystyle {\frac {d^{2}}{dt^{2}}}f(t)=-{\frac {1}{T}}f(t)}
Hàm số sóng dao động
{\displaystyle f(t)=ASin\omega t}
Với
{\displaystyle \omega ={\sqrt {\frac {1}{T}}}}
{\displaystyle T=LC}

## Cơ học điện từ
Quan sát dao động của điện trường và từ trường cho thấy mọi dao động đều có thể biểu diễn bằng một phương trình sóng dao động ở trạng thái cân bằng có nghiệm là một hàm số sóng như sau
Phương trình Maxwell mô tả sóng dao động điện từ trong không khí
{\displaystyle \nabla \cdot \mathbf {E} =0}
{\displaystyle \nabla \cdot \mathbf {B} =0}
{\displaystyle \nabla \times \mathbf {E} =-{\frac {1}{c}}{\frac {\partial \mathbf {B} }{\partial t}}}
{\displaystyle \nabla \times \mathbf {B} ={\frac {1}{c}}{\frac {\partial \mathbf {E} }{\partial t}}}
Hàm số sóng dao động
{\displaystyle \nabla ^{2}{\textbf {E}}={\frac {1}{c^{2}}}{\frac {\partial ^{2}{\textbf {E}}}{\partial t^{2}}}}
{\displaystyle \nabla ^{2}{\textbf {B}}={\frac {1}{c^{2}}}{\frac {\partial ^{2}{\textbf {B}}}{\partial t^{2}}}}

## Cơ học lượng tử

### Tiên đề
Trong cơ học lượng tử, khái niệm hàm sóng được thừa nhận như một tiên đề không thể chứng minh được và cũng không thể suy ra từ bất cứ một tiên đề nào khác. Tiên đề này được phát biểu như sau:
"Trạng thái của một hệ được mô tả một cách đầy đủ bởi một hàm số {\displaystyle \Psi ({\vec {r}},\,t)} gọi là hàm sóng hay hàm trạng thái của hệ".
Trong phát biểu này, r là tọa độ không gian của các hạt cấu thành nên hệ còn t là thời gian. Hàm số {\displaystyle \Psi ({\vec {r}},\,t)} (chữ Hi Lạp Psi viết hoa) đóng vai trò trung tâm trong cơ học lượng tử, và được gọi là hàm sóng phụ thuộc thời gian của hệ. Khi chúng ta không quan tâm đến việc hệ thay đổi như thế nào theo thời gian chúng ta sẽ ký hiệu hàm sóng này bằng một chữ psi thường {\displaystyle \psi ({\vec {r}})} và gọi là hàm sóng không phụ thuộc thời gian. Trạng thái của hệ cũng có thể phụ thuộc vào một biến nội tại nào đó của các hạt chẳng hạn trạng thái spin của chúng. Chúng ta dùng từ "mô tả" ở đây với ý nghĩa là hàm sóng chứa đựng thông tin về tất cả các tính chất của hệ mà có thể xác định được bằng thực nghiệm.

### Ý nghĩa
Hàm sóng là một hàm phức do đó bản thân nó hoàn toàn không có một ý nghĩa vật lý nào. Tuy nhiên trong cơ học lượng tử một quy luật ảo vẫn có thể chi phối và quyết định các hiện tượng thực. Theo cách giải thích của Max Born thì xác suất để một hạt được tìm thấy trong nguyên tố thể tích dτ tại điểm có tọa độ r tỷ lệ với {\displaystyle |\psi ({\vec {r}})|^{2}\,d\tau } trong đó nguyên tố thể tích dτ trong một chiều là dx, trong hai chiều là dxdy và trong ba chiều là dxdydz. Từ cách giải thích này chúng ta hiểu rằng {\displaystyle |\psi ({\vec {r}})|^{2}} là một hàm mật độ xác suất, với ý nghĩa là khi nhân nó với thể tích của một vùng không gian vô cùng nhỏ ở lân cận điểm r thì ta được xác suất tìm thấy hạt trong vùng không gian đó. Bản thân hàm sóng còn được gọi là một hàm biên độ xác suất. Chú ý rằng trong khi biên độ xác suất (hàm sóng) có thể là một số phức và có thể âm thì mật độ xác suất (bình phương module của số phức) là thực và không bao giờ âm. 
Theo cách giải thích này, xác suất để tìm thấy hạt trong một thể tích có thể được tính theo công thức tích phân như sau:
{\displaystyle \mathbf {P} =\int |\psi ({\vec {r}})|^{2}\,d\tau }

## Hàm sóng khác

### Ví dụ
Với sóng chuyển động trên một chiều không gian x, các hàm sóng tổng quát có thể được tìm từ phương trình sóng dựa theo nguyên lý Duhamel, gồm:
{\displaystyle u(x,\ t)=F(x-c\ t)} (chuyển động theo chiều dương trục x)
{\displaystyle u(x,\ t)=G(x+c\ t)} (chuyển động theo chiều âm trục x)
hay tổng quát hơn, theo công thức d'Alembert:
{\displaystyle u(x,t)=F(x-ct)+G(x+ct).\,}
Chúng đều thỏa mãn phương trình sóng:
{\displaystyle {\frac {\partial ^{2}u}{\partial t^{2}}}=c^{2}{\frac {\partial ^{2}u}{\partial x^{2}}}.\,}